# Hormosphaeria
Hormosphaeria is een monotypisch geslacht van schimmels in de orde Arthoniales. Het bevat alleen de soort Hormosphaeria tessellata. De familie is nog niet eenduidig bepaald (Incertae sedis). 